# Johann Heinrich Christian Bang
Johann Heinrich Christian Bang (* 14. August 1774 in Goßfelden; † 2. September 1851 in Haina) war ein deutscher lutherischer Pfarrer und Pädagoge.
Er studierte von 1793 bis 1796 Evangelische Theologie und Philologie an der Universität Göttingen und wurde 1803 als Nachfolger seines Vaters Pfarrer in Goßfelden bei Marburg. 1839 wurde er Oberpfarrer in Haina. Seit 1804 war er verheiratet mit Sophie Kleeberger. 1802 gründete er die „Öconomische Lesegesellschaft in Oberhessen“. Er war befreundet mit den Brüdern Grimm und wie sie zwischen 1802 und 1809 Mitglied im Marburger Romantikerkreis um Jacob, Wilhelm und Ludwig Emil Grimm, Friedrich Carl von Savigny, Clemens Brentano, Christian Brentano, Bettina Brentano (verh. von Arnim), Kunigunde Brentano (verh. von Savigny), Friedrich Creuzer und Achim von Arnim.
1821 wurde ihm der philosophische Doktortitel ehrenhalber von der Universität Marburg  verliehen.